# Cerkiew św. Bazylego Wielkiego w Kętrzynie
Cerkiew św. Bazylego Wielkiego w Kętrzynie – cerkiew greckokatolicka w Kętrzynie, w województwie warmińsko-mazurskim. Jest to nowoczesna świątynia wybudowana w latach 1996-1997 według projektu Jacka Mermona. Wewnątrz świątyni znajduje się współczesny ikonostas. Cerkiew mieści się przy ulicy Pocztowej.